# Fonzaso
Fonzaso är en ort och kommun i provinsen Belluno i regionen Veneto i Italien. Kommunen hade 3 163 invånare (2018).